# مطهاة (موقد سطحي)

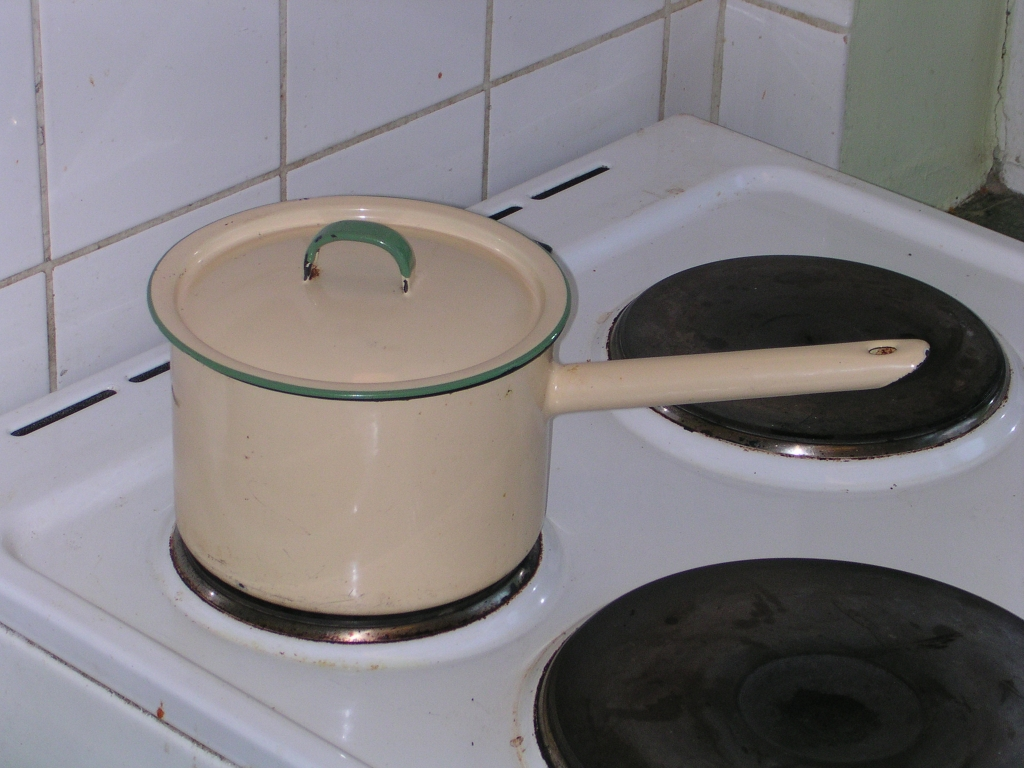
مطهاة كهربائية سطحية.

المِطهاة السطحية أو الموقد السطحي (بالإنجليزية: Cooktop) وفي (الإنجليزية البريطانية: Stovetop)، هو جهاز يستخدم عادة في الطهي والذي يوجد في العادة في المطابخ ويستخدم لتسخين قاعدة المقالي أو الأواني ويختلف عن الموقد العادي من حيث أن الموقد يأتي مدمجا مع الفرن لكن عادة ما تكون المطهاة مستقلة أو قائمة بذاتها من غير فرن، وقد تأتي مدمجة بالفرن في بعض الأحيان . عادة ما يتم تشغيل المطاهي بالغاز أو الكهرباء ، على الرغم من استخدام النفط أو أنواع الوقود الأخرى في بعض الأحيان.

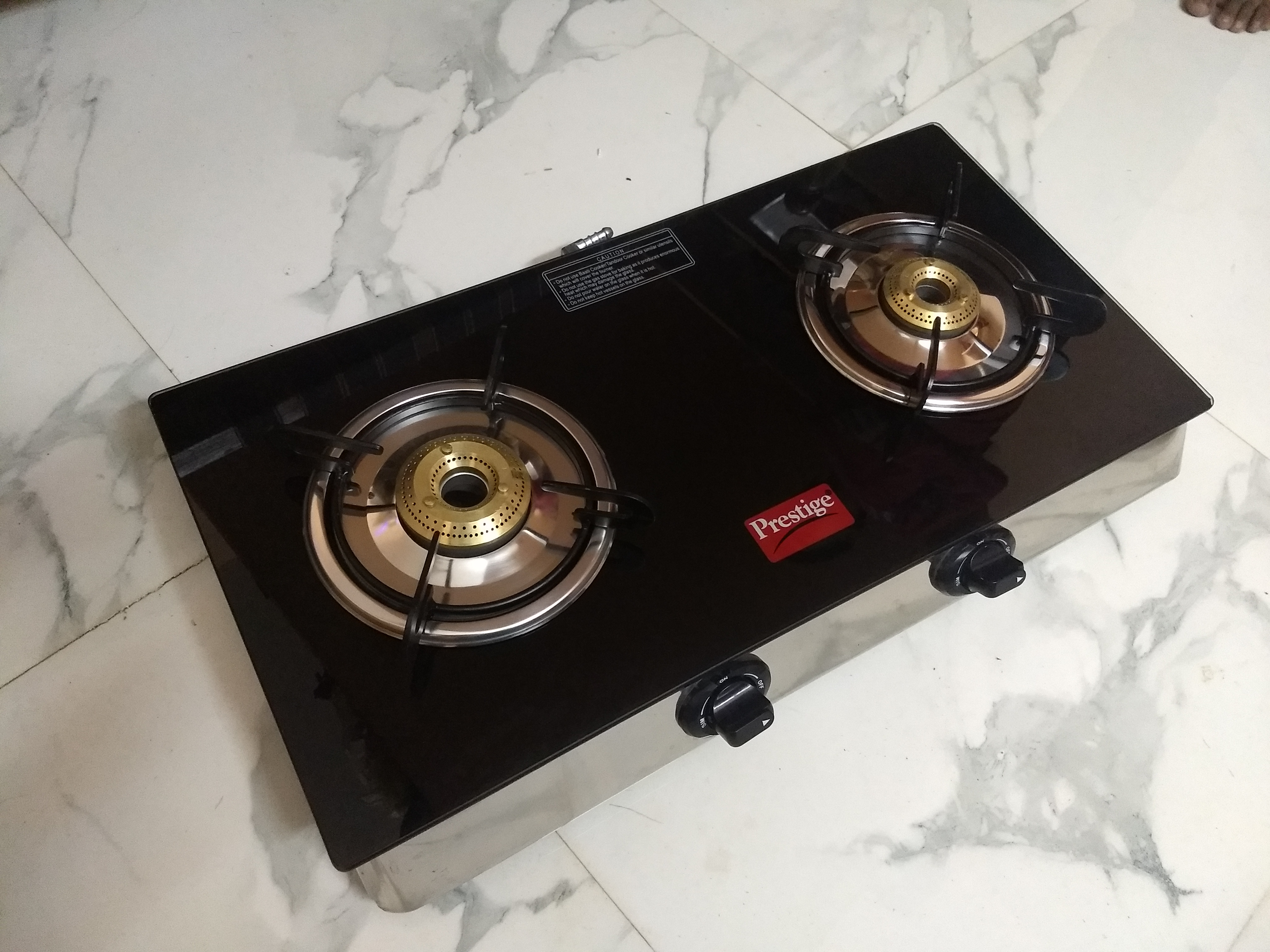
مطهاة غاز ظاهرية، التي اصبحت شائعة بعد ترك الناس لفرن الغاز الداخلي المُدمج بالفرن الكهربائي الخارجي.

## مطهاة غاز

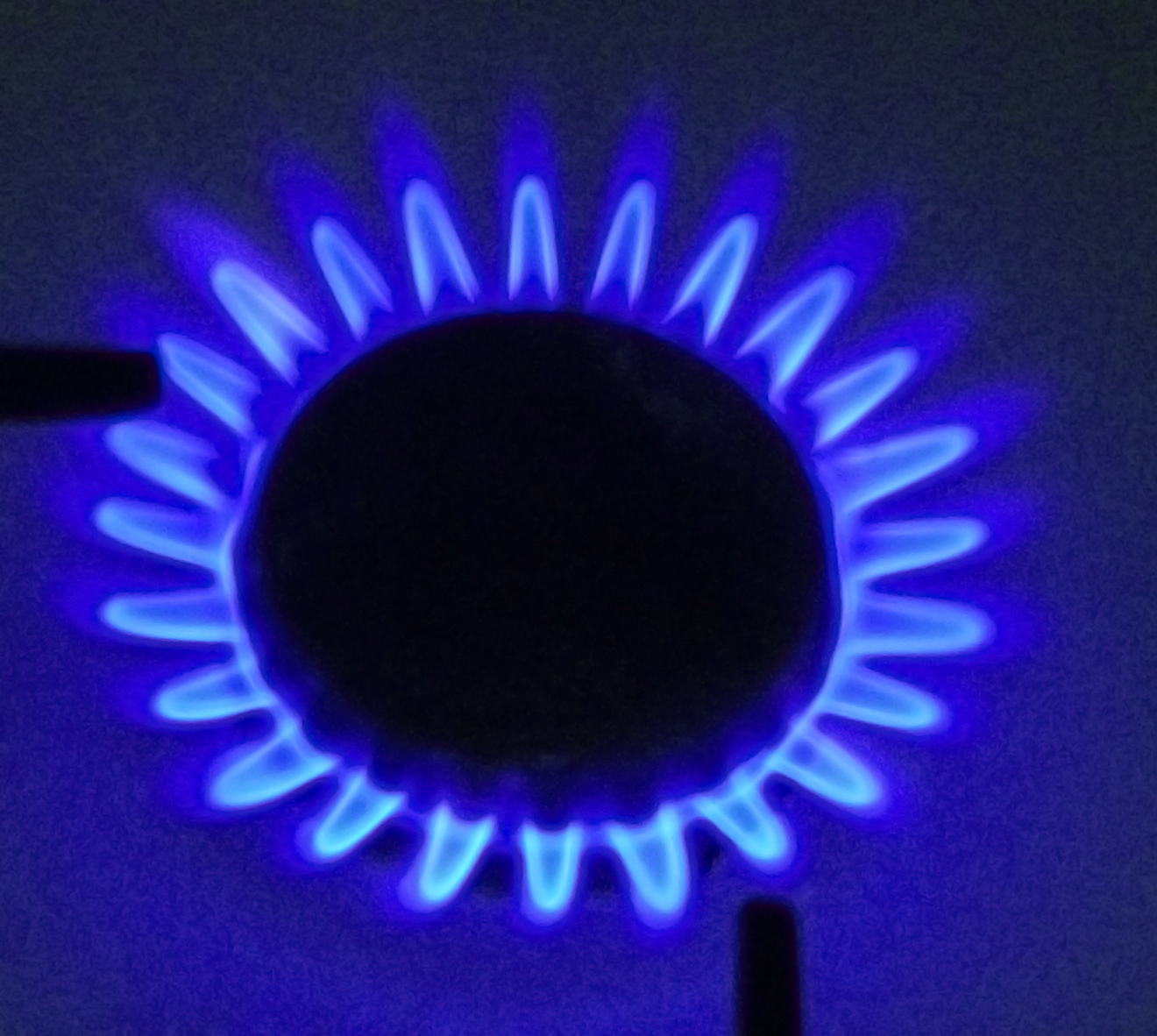
شعلة عين موقد الغاز.

تتكون مواقد الغاز من موقد غاز واحد أو أكثر مع ترتيبات للتحكم في معدل التدفق. غالبًا ما تحتوي على ولاعات متكاملة أو (في الطرز القديمة) مصابيح تجريبية ،  وقد تحتوي على أقفال أمان مصممة لتقليل مخاطر تسرب الغازات الخطرة. 
ارتبط الطبخ بالغاز بآثار صحية سلبية ، مثل انخفاض وظائف الرئة  وارتفاع معدل أعراض الجهاز التنفسي لدى الأطفال. 

## مطهاة كهربائية

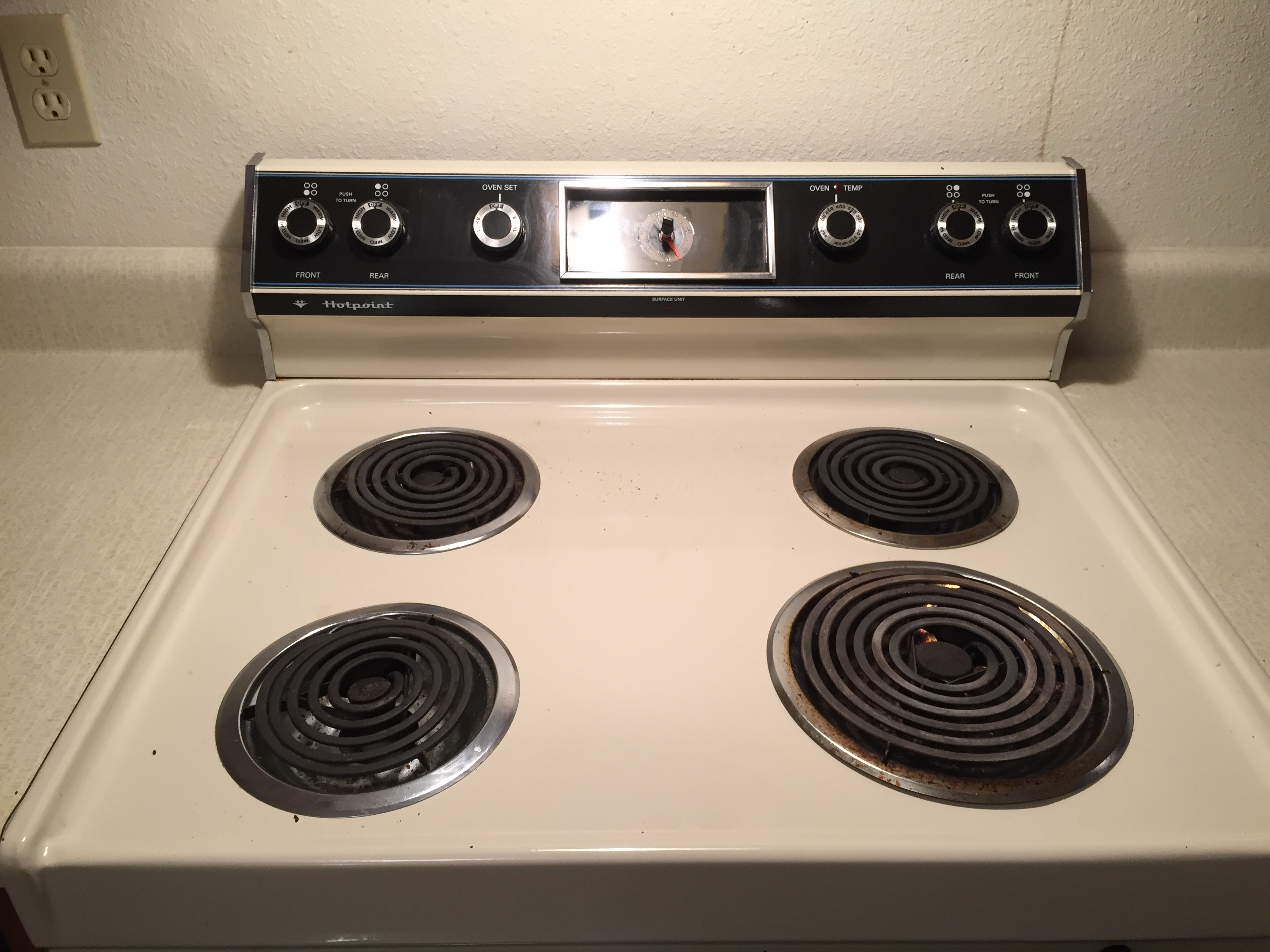
مطهاة تعمل على الملفات الكهربية

### مطهاة مِلفية
تستخدم المطاهي ذات الملف الكهربائي عناصر تسخين كهربائية تعمل مباشرة على تسخين الأواني الموضوعة عليها. إنها غير مكلفة للشراء والصيانة ، ولكنها تعتبر أكثر صعوبة في التنظيف من الموديلات ذات السطح الأملس. 

### مطهاة سيراميك

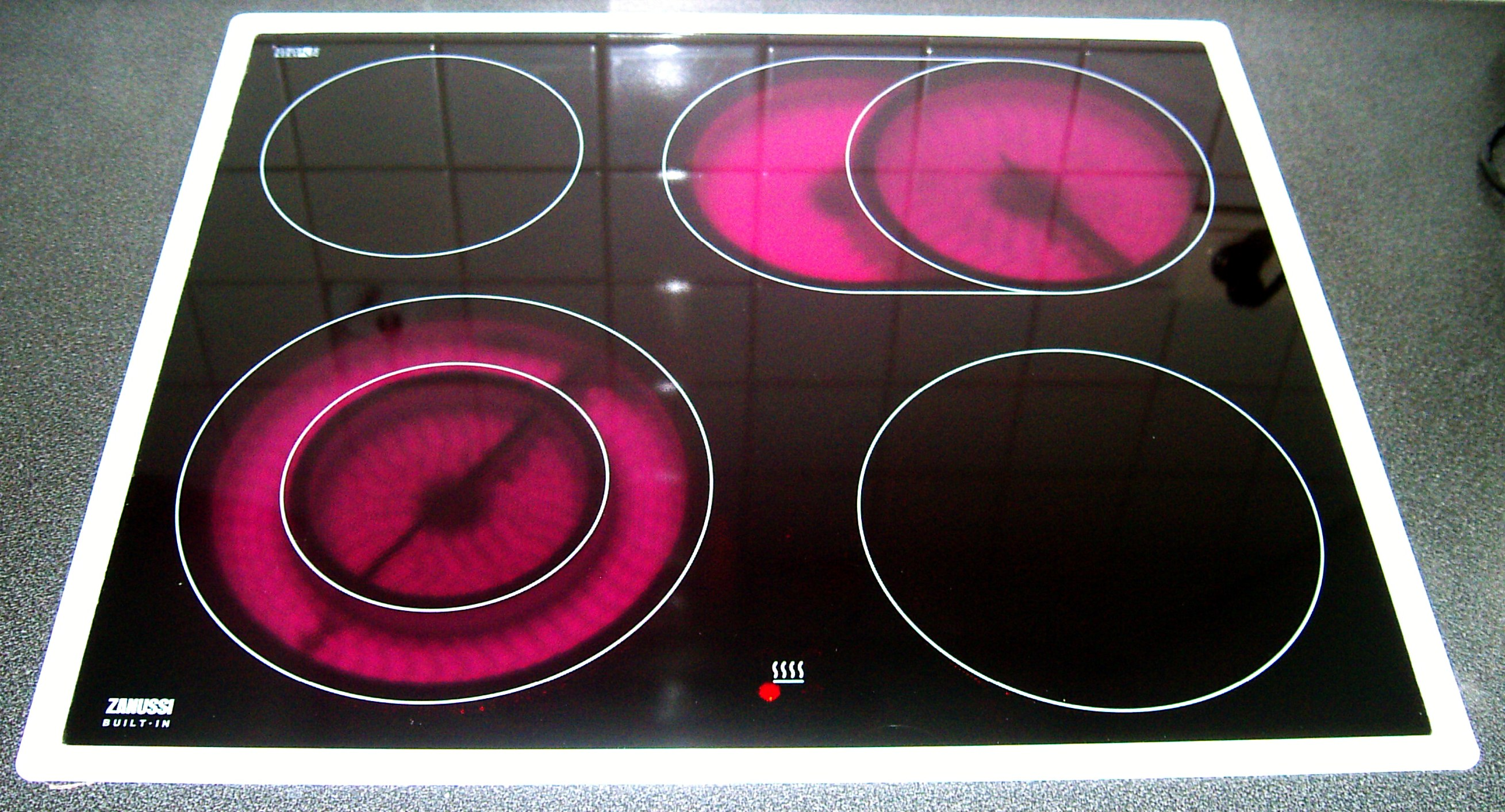
مطهاة سيرايك زجاجي بالحث الكهربائي (Induction Cooking)ْ.

تتكون المطهاة الخزفية من سيراميك زجاجي حراري منخفض التمدد شفاف للأشعة تحت الحمراء. يحتوي هذا السطح على سخانات مشعة أو هالوجين تحتها. ميزة هذا الترتيب هي أنه يمكن التحكم في الحرارة بسرعة.

### مطهاة حثية

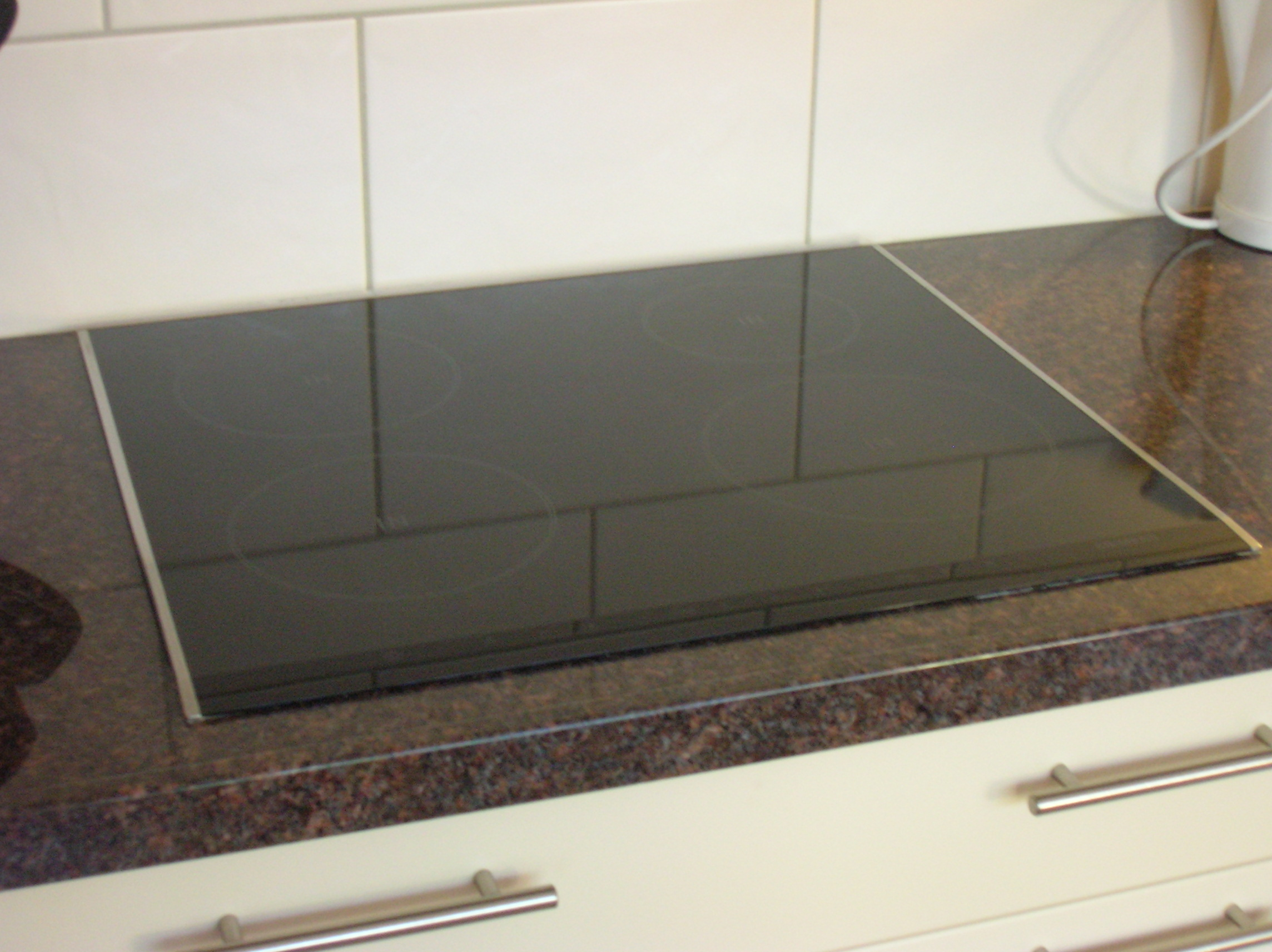
منظر علوي مطهاة حثية لموقد داخلي في الأثاث.

يشمل الطهي الحثي التسخين الكهربائي لوعاء الطهي عن طريق الحث المغناطيسي بدلاً من الإشعاع أو التوصيل الحراري من عنصر التسخين الكهربائي أو من اللهب. نظرًا لأن التسخين الحثي يسخن الوعاء مباشرة ، حيث يمكن تحقيق زيادات سريعة جدًا في درجة الحرارة وتكون التغييرات في إعدادات الحرارة سريعة ، مثل الغاز. 

### مطهاة الصفيحة الساخنة

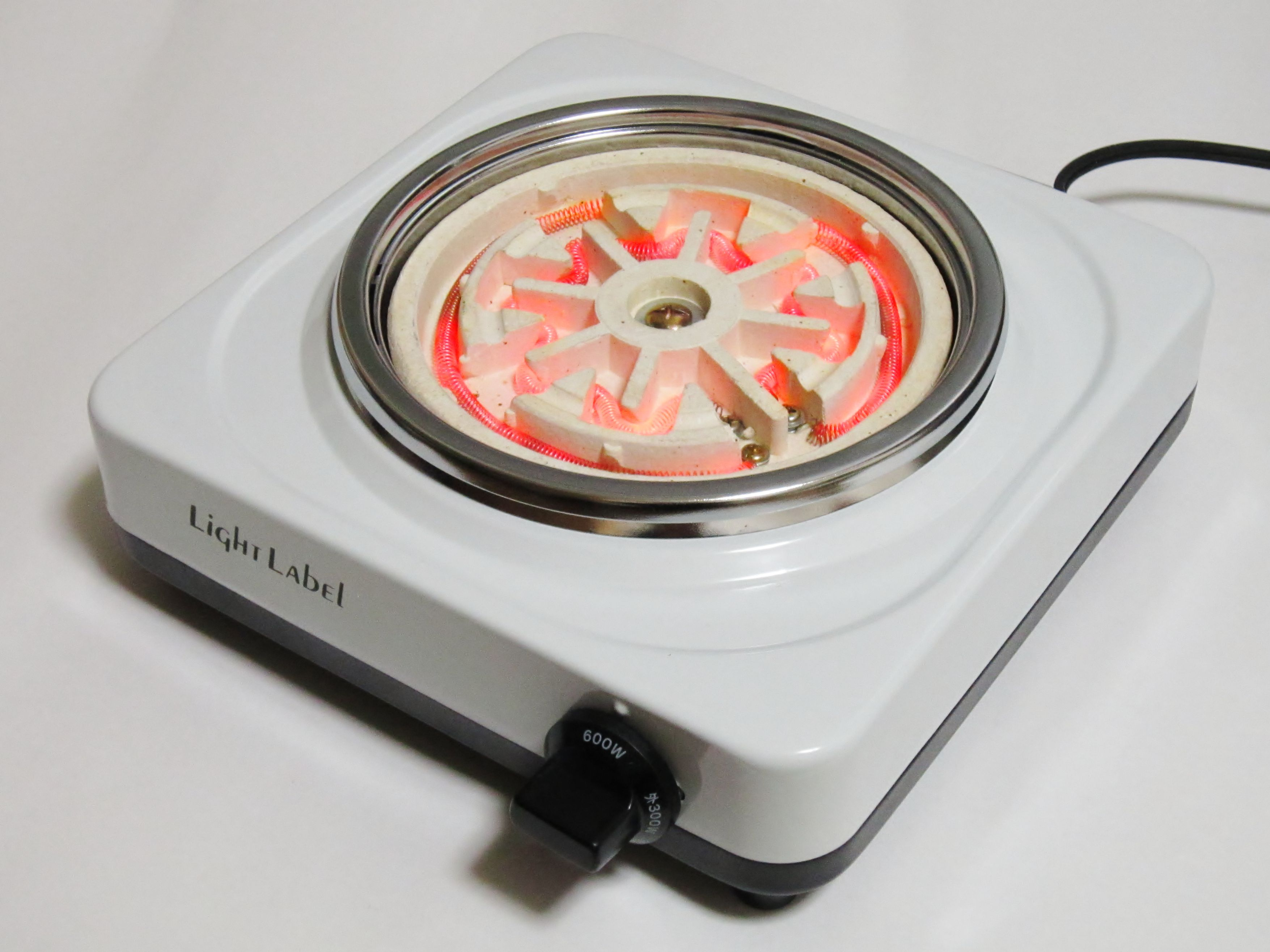
موقد منضدي كهربائي يُشبه مبدأ عمل فتيل التنغستن للمدفأة الكهربائية (الهيتر)

الصفيحة الساخنة عبارة عن موقد صغير محمول على سطح الطاولة يحتوي على عنصر تسخين كهربائي واحد أو اثنين أو أكثر أو مطهاة غاز . يمكن استخدام اللوح الساخن كجهاز مستقل، ولكن غالبًا ما يستخدم كبديل لأحد الشعلات من نطاق الفرن أو موقد المطبخ .
غالبًا ما تستخدم الصفائح الساخنة لإعداد الطعام ، بشكل عام في الأماكن التي لا يتوفر فيها موقداً أو مطباخاً مناسبًا أو عمليًا. يمكن أن يكون للصفيحة الساخنة سطح مستوٍ أو دائري. يمكن استخدام الصفائح الساخنة أثناء السفر والرحلات أو في الأماكن التي لا تحتوي على كهرباء.